# Olthatatlanul
Az Olthatatlanul Szekeres Adrien második szólóalbuma. Az albumon találhatóak  big bang-es és rock stílusú dalok is, és felkerült rá az Engedd hát című szám is, amelynek szövegét maga Adrien írta és zenéjét férje szerezte. Az albumon az Engedd hát című  dalon kívül szerepel az Indulnék című szám, amelynek videóklipje a Thália Színházas koncert képeiből készült el.  Az Engedd hát című dalhoz  szintén készült videóklip. A lemezre felkerült Dobrády Ákossal énekelt duettje is  a Híd a folyót, amely a 2004-es év slágerlistás dala lett.  A lemezen Adrien dalszövegíróként is megmutatkozik és énektudásának sokszínűségét mutatja meg. A lemez zeneszerzője és zenei producere Adrien férje, Kiss Gábor. A lemez 2005. szeptember 21-én jelent meg a Private Moon Records gondozásában. A lemez nem lett értékelve a zenei piacon mivel nem kapott elég publicitást.

## Dallista
1. Engedd hát
2. Krómszínű síneken
3. Indulnék
4. Boldog most a szívem
5. Híd a folyót (duett Dobrády Ákossal)
6. Nem számít
7. Csöndes stadion
8. Olthatatlanul
9. Többre vágyom
10. Bárhol jársz
11. Jobb világ
12. Szeretni elég

## Videóklipek
- Híd a folyót https://www.youtube.com/playlist?list=RDgT-cpTQ6PUE&feature=share&playnext=1

(duett Dobrády Ákossal) 2004
- Engedd hát 2005

http://www.youtube.com/watch?v=y4pp7-3PxuE
http://www.youtube.com/watch?v=VWEdA78bgtU
- Indulnék 2006

http://www.youtube.com/watch?v=xITZEh0JW8c
http://www.youtube.com/watch?v=JnhdbPNow-E
- Olthatatlanul 2006

http://www.youtube.com/watch?v=qawE1F6OgpU